# Obryte (gemeente)
De gemeente Obryte is een landgemeente in het Poolse woiwodschap Mazovië, in powiat Pułtuski.
De zetel van de gemeente is in Obryte.
Op 30 juni 2004 telde de gemeente 4848 inwoners.

## Oppervlakte gegevens
In 2002 bedroeg de totale oppervlakte van gemeente Obryte 139,73 km², waarvan:
- agrarisch gebied: 57%
- bossen: 38%

De gemeente beslaat 16,86% van de totale oppervlakte van de powiat.

## Demografie
Stand op 30 juni 2004:
| Omschrijving                   | Totaal | Totaal | Vrouwen | Vrouwen | Mannen | Mannen |
| ------------------------------ | ------ | ------ | ------- | ------- | ------ | ------ |
| eenheid                        | aantal | %      | aantal  | %       | aantal | %      |
| inwoners                       | 4848   | 100    | 2434    | 50,2    | 2414   | 49,8   |
| bevolkingsdichtheid (inw./km²) | 34,7   | 34,7   | 17,4    | 17,4    | 17,3   | 17,3   |

In 2002 bedroeg het gemiddelde inkomen per inwoner 1513,87 zł.

## Administratieve plaatsen (sołectwo)
Bartodzieje, Ciółkowo Małe, Ciółkowo Nowe, Ciółkowo Rządowe, Cygany, Gródek Rządowy, Kalinowo, Nowy Gródek, Obryte, Płusy, Psary, Rozdziały, Sadykierz, Sokołowo-Parcele, Sokołowo Włościańskie, Stare Zambski, Tocznabiel, Ulaski, Wielgolas, Zambski Kościelne.

## Aangrenzende gemeenten
Pułtusk, Rząśnik, Rzewnie, Szelków, Zatory